# Cueva Sandía
La Cueva Sandía (en inglés: Sandia Cave) es un sitio arqueológico cerca de Bernalillo, en el estado de Nuevo México, en los Estados Unidos, dentro del Bosque nacional de Cibola, que está abierto al público. Es bastante difícil de alcanzar, ya que se encuentra en lo alto de la escarpada pared del Cañón Las Huertas en el extremo norte de las montañas Sandia.
Arqueólogos y políticos han discutido sobre este sitio durante décadas. El sitio fue excavado en 1940 por Frank Hibben de la Universidad de Nuevo México. La ubicación actual de la cueva se establece en el extremo norte de las montañas Sandia.